# San Antonio del Volcán
San Antonio del Volcán är en ort i Mexiko.   Den ligger i kommunen Ojocaliente och delstaten Zacatecas, i den centrala delen av landet, 400 km nordväst om huvudstaden Mexico City. San Antonio del Volcán ligger 2 149 meter över havet och antalet invånare är 194.
Terrängen runt San Antonio del Volcán är platt åt sydost, men åt nordväst är den kuperad. Runt San Antonio del Volcán är det ganska tätbefolkat, med 65 invånare per kvadratkilometer. Närmaste större samhälle är Loreto, 19,4 km sydost om San Antonio del Volcán. Omgivningarna runt San Antonio del Volcán är i huvudsak ett öppet busklandskap.